# Memorie infrante
Memorie infrante (Shattered Memories) è un film del 2018 diretto da Chris Sivertson.

## Trama
Holly reduce dalla festa di anniversario di matrimonio della sorella maggiore Lois nella loro villa, il mattino dopo con una profonda amnesia, si risveglia nel letto della casa di Rey, l'uomo con cui aveva tradito il marito Glenn, nell'altra sponda del letto trova il corpo senza vita di Rey, pure lui era alla festa, alla quale avevano preso parte anche Joanna (la sorella minore di Holly) con il fidanzato di lei Tim.
Il timore di Holly è quello di aver ucciso proprio lei Rey, tentando di ricostruire gli eventi della sera della festa, Lois infatti giura di averla vista andarsene dalla festa con Rey, li aveva guardati da lontano mentre salivano in auto. Contemporaneamente si apprendono le circostanze che portarono Holly e Rey a innamorarsi: si conobbero tramite Clara, la figlia di lui, infatti Holly lavora come consulente nel liceo frequentato dalla ragazza, Rey reduce dal divorzio aveva un rapporto sempre più distante con Clara, mentre Holly si sentiva trascurata dal marito, lei e Rey si innamorarono. Holly però voleva salvare il proprio matrimonio, decise di chiudere con Rey, sapendo in fondo che lui si stava aggrappando a Holly principalmente per compensare la mancanza della figlia.
Holly confessa a Glenn di averlo tradito con Rey, tra l'altro la donna sorprende il marito in atteggiamenti ambigui con Lois, facendo intendere che probabilmente la tradisce con lei, infatti quando domanda a entrambi se hanno una relazione, i due non confermano ma non negano.
Holly non trova più il corpo di Rey nel letto della sua casa, qualcuno lo ha spostato, poi riceve proprio dal cellulare di Rey un messaggio, la persona misteriosa le dà appuntamento proprio nella casa di Holly, ci sono anche Lois e Joanna, l'assassino ha invitato pure loro, le tre sorelle scoprono così che a uccidere Rey è stato Tim, dato che Joanna lo tradiva con lui. Ma in realtà Tim non l'ha mai amata, Tim infatti è sempre stato infatuato di Holly, è stata la gelosia a spingerlo a uccidere Rey, quella sera drogò Holly e poi montò il corpo di Rey nell'auto con la quale riaccompagnò Holly a casa, inoltre Tim indossò il cappello di Rey, è per questo che Lois da lontano lo aveva confuso per lui. Tim mostra a Holly e Joanna il cadavere di Ray, in un momento di panico Holly aggredisce Tim che però riesce a sopraffarla, ma Joanna lo accoltella uccidendolo.
Holly rievoca l'ultima conversazione che ebbe con Rey prima che lui morisse, non le portava rancore per averlo lasciato, sapeva che Holly aveva ragione, era l'assenza della figlia che lo aveva spinto a legarsi a lei, ormai la stava perdendo, la sua ex moglie e il suo attuale compagno la stavano allontanando da lui, Rey la amava ma si sentiva inadeguato ormai convinto che il suo solo amore paterno non fosse più sufficiente per salvare il rapporto con la figlia. Clara va nell'ufficio di Holly, la quale si prepara a raccontarle quello che è successo al padre e le circostanze della sua morte.

## Distribuzione
Il film è stato distribuito nelle sale cinematografiche italiane a partire dal 15 novembre 2018.